# Jeorjos Nikitas
Jeorjos Nikitas, gr. Γεώργιος Νικήτας – grecki zapaśnik walczący w stylu klasycznym. Trzykrotny uczestnik mistrzostw świata; szósty w 1989. Szósty na mistrzostwach Europy w 1986, 1987 i 1990. Srebrny medalista igrzysk śródziemnomorskich w 1987 i szósty w 1991 roku.